# Gola Dzierżoniowska
Pour les articles homonymes, voir Gola.
Gola Dzierżoniowska est un village de la commune de Niemcza, dans le powiat de Dzierżoniów, dans la voïvodie de Basse-Silésie, dans le Sud-Ouest de la Pologne.
Il se situe à environ 4 km au nord-ouest de Niemcza, 18 km à l'est de Dzierżoniów et 47 km au sud de Wrocław.
Dans le village se trouve le château de Gola Dzierżoniowska, palais de la Renaissance datant de 1580, avec un portail à décor sgraffite.

## Histoire
Le village est mentionné sous le nom de Gola pour la première fois en 1210 et fait partie du domaine de l'abbaye de Kamieniec Ząbkowicki.
Dès le milieu du XIVe siècle, le village est la propriété d’un chevalier. Dans des documents de 1350, il est mentionné : « Cunadi de Poranicz domini ville Gola » – « Conrad de Poranicz maître du village de Gola ».
En 1536, les bois de Gola sont propriétés de l’église et dépendent de St Jurek de Niemcza.
Le propriétaire suivant du village est Léonard von Rohnau qui y construit en 1580 le château de Gola à la place de bâtiment antérieur.
Dans les années 1600-1610, le château est transformé. En 1611, le propriétaire connu du village est Dietrich von Rohnau, gouverneur de Swidnicka-Jawór. Ce dernier est remplacé en 1626 par Georga von Rohnau. À côté du palais, se trouve un étang de pêche. En 1668, le village est repris par la lignée des Hentschel et au début du XVIIIe siècle, par les Seidlitz. Au XVIIIe siècle, le parc existe déjà dans la partie Est du château. De 1742 à 1945, Guhlau fait partie de l'arrondissement de Reichenbach dans le district de Breslau au sein de la province de Silésie.
Au XIXe siècle, la propriété est dans les mains de la famille von Prittwitz und Gaffron. Les étangs perdent leur utilité au XIXe siècle et deviennent une partie intégrante du parc paysagé. En 1845, il y a dans le village le château, une ferme avec son moulin, une brasserie et une distillerie. À cette époque, le protectorat de Johannisthal et la sylviculture dépendent également de Gola.

## Environs
À moins de 20 km
- Arboretum de Wojsławice
- Lac de Sieniawka - Plage, nage, beach volley
- Place du Moyen Âge de Niemcza
- Équitation à Bielawa
- Aquapark Aquarius de Bielawa[3]
- Église Saint-Jean-Baptiste à Henryków

À moins de 50 km
- Camp de Gross-Rosen[4]
- Châteaux de Basse-Silésie[5]
- Château de Grodno[6], château de Kamenz à Kamieniec Ząbkowicki, château de Krzyżowa[7], château de Krasków[8], château de Krobielowice[9], château de Sobótka-Górka
- Château de Książ[10], écuries de Książ[11], palmeraie de Lubiechów[12]
- Cité historique de Kłodzko avec ses maisons des XVe et XVIe siècles, sa forteresse avec 44 km de galeries et le pont Saint-Jean datant de 1390
- Station de ski/VTT de Sokolec
- Station thermale de Polanica-Zdrój, station thermale de Szczawno-Zdrój
- Usines souterraines de la Seconde Guerre mondiale (Osówka, Walim)[13]
- Grand place de Świdnica, Église de la Paix de Świdnica (classée au patrimoine mondial de l'UNESCO)
- Club d'escalade GOPR, Wałbrzych, Lądek Zdrój, École d’escalade J. Z. Piotrowiczowie
- Wrocław, Halle du Centenaire (classée au Patrimoine mondial de l'UNESCO), place du Marché de Wrocław, Aula Leopoldina à l'université de Wrocław